# Christopher Bainbridge

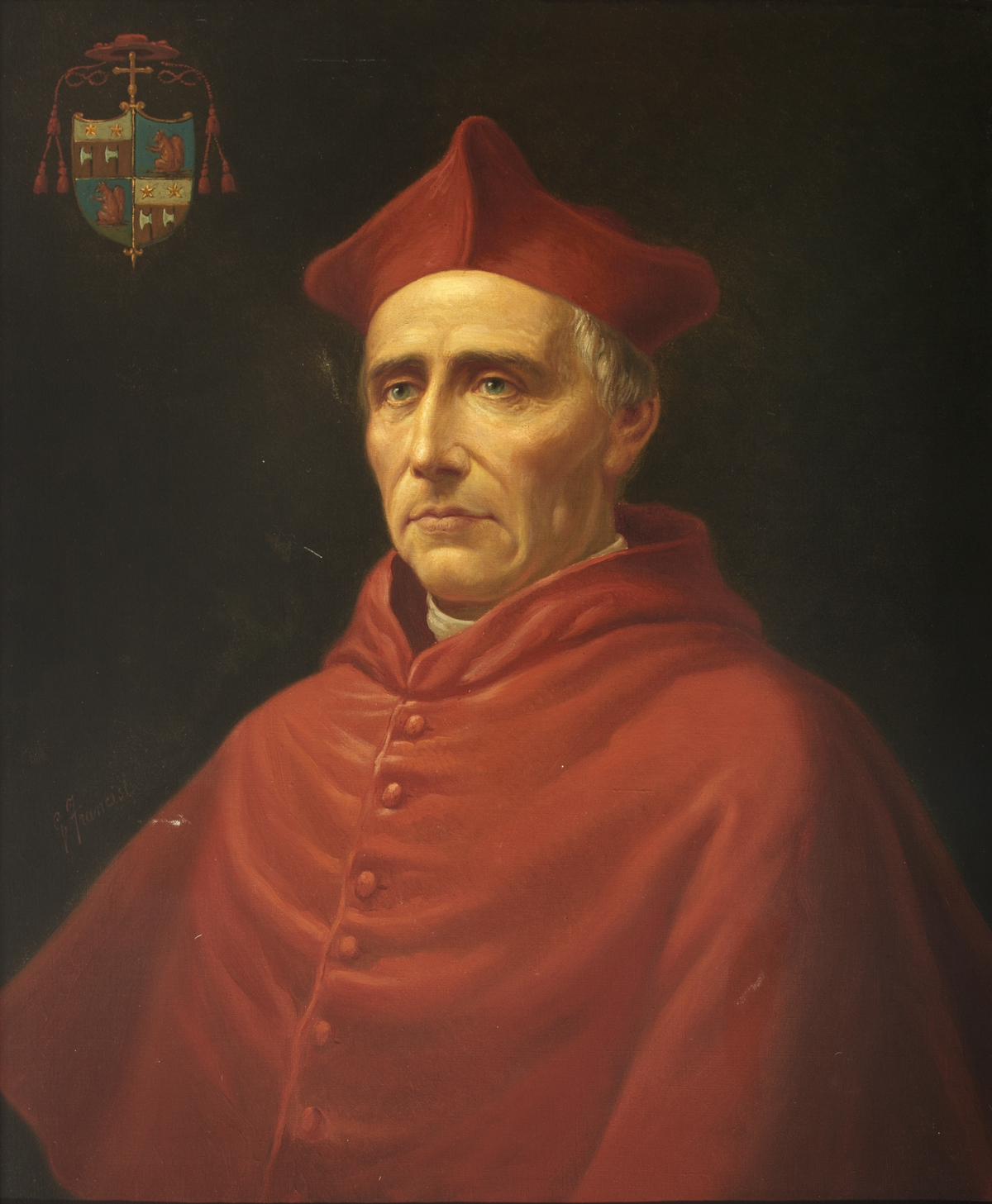
Kardinal Christopher Bainbridge

Christopher Bainbridge (* 1462 oder 1463 in Hilton, Westmorland; † 14. Juli 1514 in Rom) war ein englischer Kardinal. Von 1508 bis 1514 war er Erzbischof von York.

## Familie und Ausbildung
Bainbridge wurde als ältestes von sechs Kindern von Reginald Bainbridge und Isobel Langton geboren. Die Wurzeln der Familie väterlicherseits lassen sich nach Bainbridge in North Yorkshire zurückverfolgen. Mütterlicherseits war Bainbridge ein Neffe von Thomas Langton, der mehrere Bischofsämter innehatte. Sein Onkel sorgte für die Ausbildung und für das berufliche Fortkommen Bainbridges. So erhielt er schon 1479 einen Indult, ohne ordiniert zu sein. Im Jahr 1486 wurde er als Magister bezeichnet. Wenig später machte er sich auf den Weg nach Italien und gelangte über Ferrara zunächst nach Bologna, wo er am 24. Oktober 1492 zum Doctor of Civil Law promoviert wurde. Später erlangte er darüber hinaus noch den Titel eines Doctor of Canon Law.

## Beruflicher Werdegang
Durch seine guten familiären Beziehungen wurde Bainbridge bereits am 26. Oktober 1478 eine Anstellung als Pfarrer an der St. Leonardskirche in der Eastcheap in London. Nach seiner Promotion 1492 reiste Bainbridge weiter nach Rom, wo er sich zwischen 1492 und 1494 aufhielt. Im Januar 1493 erhielt er eine Anstellung als Kammerherr am dortigen englischen Hospitium. Nach seiner Rückkehr wurde er 1496 zum Provost des Queen’s College der Universität Oxford bestellt. Im Jahr 1497 wurde er als Kammerherr von Henry VII. geführt. Zwischen 1498 und 1499 wirkte er als Richter am Court of Requests. Am 13. November 1504 übernahm er den Posten des Master of the Rolls und wurde am 20. Januar 1505 zum Lincoln’s Inn zugelassen. Innerhalb der englischen Kirche stieg Bainbridge relativ schnell auf. So wurde er am 21. Dezember 1503 in das Amt des Dean of York erhoben. Dank seiner guten Beziehungen zum Königshaus erhielt er am 28. November 1505 dieselbe Stellung in der St. George’s Chapel im Schloss Windsor. Am 27. August 1507 wurde er schließlich zum Bischof von Durham ernannt, am 12. Dezember zum Bischof ordiniert und stieg dann am 22. September 1508 zum Erzbischof von York auf. Nach der Thronbesteigung von Henry VIII. bestellte dieser Bainbridge zum Botschafter des englischen Königshauses bei Papst Julius II. Nach seiner Ankunft in Rom am 24. November 1509 sah er es als seine Hauptaufgabe an, den Papst für England und gegen Frankreich einzunehmen. Dies gelang ihm nur zum Teil. Neben seinen diplomatischen Aufgaben leitete er auch wieder das englische Hospiz und nahm als Verteidiger an Verfahren vor der Römischen Rota teil. Im Konsistorium vom 10. März 1511	erhob Papst Julius II. Bainbridge zur Kardinalswürde, eine Woche darauf wurde er als Kardinalpriester von Santi Marcellino e Pietro installiert.
Als Angehöriger der päpstlichen Armee nahm Kardinal Bainbridge kurz darauf am 22. März 1511 an einem Angriff auf Ferarra teil und war an der erfolglosen Verteidigung Bolognas im Mai desselben Jahres beteiligt. Trotz dieses Misserfolgs wurde er im Oktober 1511 zum Statthalter von Vetralla und am 22. Dezember 1511 zum Kardinalpriester von Santa Prassede in Rom ernannt. Im Juni des folgenden Jahres ernannte ihn der Papst auch zum Prior des Doms von Reggio Emilia. Bei der Wahl des Papstes im März 1513 war Bainbridge stimmberechtigt. Er gab seine Stimme für Fabrizio del Carretto ab und erhielt im ersten Wahlgang selbst zwei Stimmen. Auch am fünften Laterankonzil nahm er teil.

## Mäzenatentum

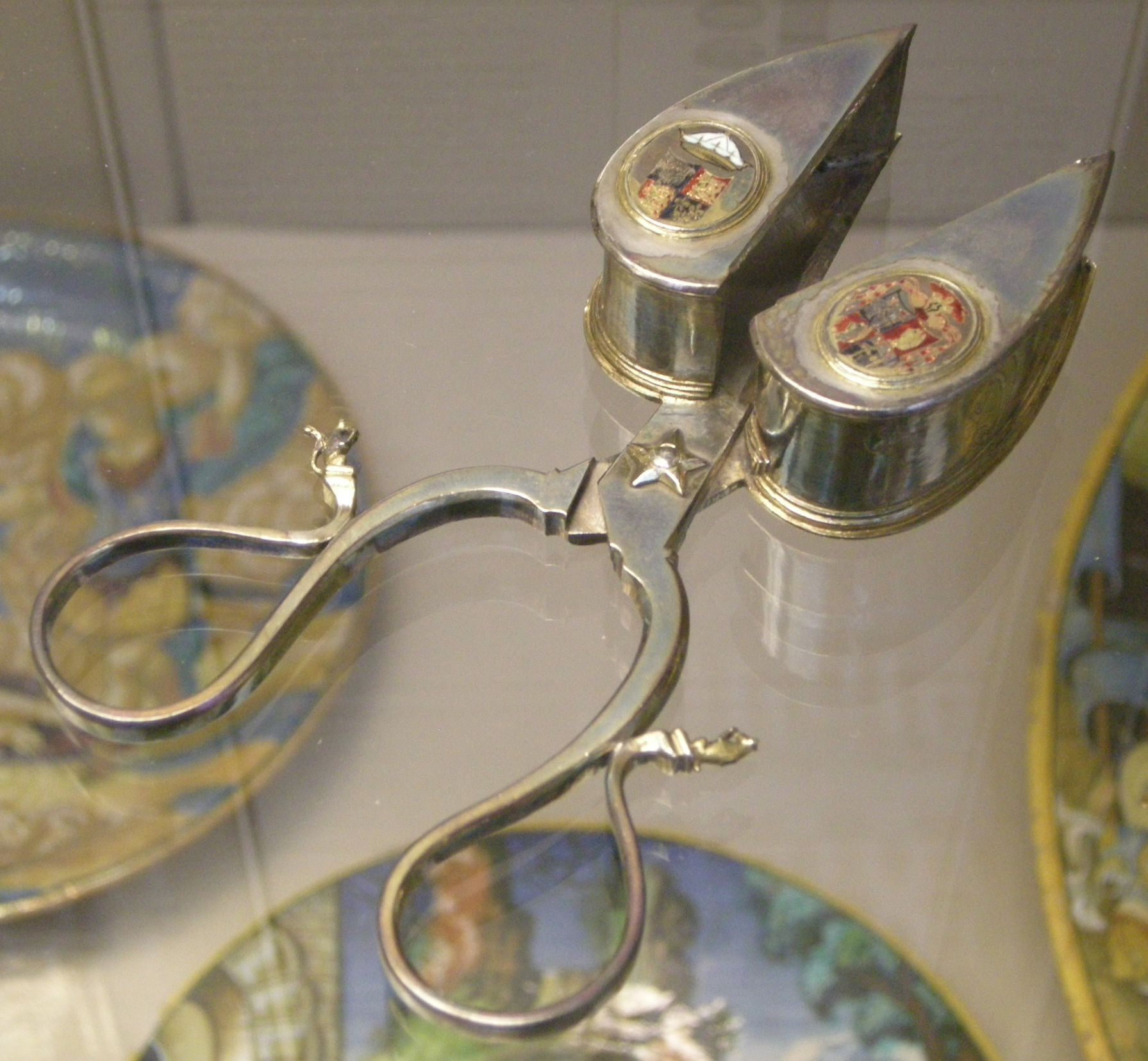
Kerzenlöscher (um 1512–1514, aus dem Besitz des Kardinals)

Anders als in der Zeit der Renaissance üblich, betätigte sich Bainbridge trotz seiner herausgehobenen Stellung in der Kurie und seinen daraus folgenden finanziellen Mitteln relativ wenig als Förderer der Kunst und Kultur. Zwar übernahm er zwischen 1512 und 1514 die Kosten der Veröffentlichung von Versen des Pasquino. Sein Interesse galt aber eher der Bildung. So vermachte er in seinem Testament einen Teil seines Vermögens dem Queen’s College und es gibt Hinweise, dass er mit dem Rest seines Vermögens eine eigene Schule stiften wollte.

## Tod und Hinterlassenschaften
Die Umstände von Bainbridges Tod sind bis heute unklar. Nachdem er am 14. Juli 1514 unter mysteriösen Umständen verstorben war, geriet sein Diener Silvestro Gigli in Verdacht, ihn vergiftet zu haben. Bei der Aufklärung wirkten Richard Pace und John Clerk mit. Beide hatten Bainbridge von England aus begleitet. Dieser gestand zwar später die Tat, jedoch nur unter schwerer Folter. Die Beisetzung fand in der Kapelle des englischen Hospizes statt, die heute zum päpstlichen englischen Kolleg gehört. Das Grabdenkmal aus Marmor ist bis heute in der Kirche San Tommaso di Canterbury erhalten. Dagegen blieben der Besitz und das Geld, das Bainbridge in Rom angesammelt hatte, weitestgehend verschwunden. Erhalten ist nur noch ein erzbischöfliches Messbuch, das sich heute im Besitz der Cambridge University Library befindet und zwei Kerzenlöscher, die mit dem Wappen Henry VIII. versehen sind und sich heute im British Museum befinden.